# یواس‌اس گری (اف‌اف-۱۰۵۴)
یواس‌اس گری (اف‌اف-۱۰۵۴) (به انگلیسی: USS Gray (FF-1054)) یک کشتی بود که طول آن ۴۳۸ فوت (۱۳۴ متر) بود. این کشتی در سال ۱۹۶۷ ساخته شد.